# Мачатиа
Мачатиа (груз. მაჭატია, з.-арм. Մաճատիա Маджадиа) — село в Грузии, на территории Ахалкалакского муниципалитета края (мхаре) Самцхе-Джавахети.

## География
Село находится в южной части Грузии, к востоку от реки Паравани, у подножия горы Мачатиа, на расстоянии приблизительно 4 километров (по прямой) к северо-востоку от города Ахалкалаки, административного центра муниципалитета. Абсолютная высота — 1716 метров над уровнем моря.

## Население
По результатам официальной переписи населения 2014 года, в Мачатии проживало 767 человек (378 мужчин и 389 женщин). В национальной структуре населения армяне составляли 99,9 %, грузины — 0,1 %.
| Год  | Население, человек |
| ---- | ------------------ |
| 2002 | 1533               |
| 2014 | ↘ 767              |